# Instituto de la Vivienda de Madrid
El Instituto de la Vivienda de Madrid (IVIMA), es un organismo de carácter comercial y financiero de la Comunidad de Madrid, para hacer frente a las demandas organizativas y funcionales en materia de vivienda derivadas de las transferencias del Estado a la Comunidad de Madrid. Sus funciones son el fomento de la construcción de Viviendas de Protección para el acceso a la misma de los colectivos con mayores riesgo de exclusión social, como los jóvenes o las personas con una renta económica especialmente baja.  
Esta institución realiza acciones como dar ayudas económicas para la rehabilitación de viviendas y edificios, dar asesoramiento legal de todos los temas relacionados con arrendamientos, compra-venta de pisos, comunidades de propietarios y en general todo lo relacionado con el ámbito inmobiliario. 
Fue fundado en 1984 y actualmente depende de la Consejería de Transportes, Infraestructuras y Vivienda de la Comunidad de Madrid. Actualmente se ubica en la calle Basílica, 23 - 28020 (MADRID) situada en la zona de Cuatro Caminos de Madrid.

## Ayudas
Dentro de las ayudas que ofrece se dividen principalmente en dos: 
- Las viviendas de protección propiamente dichas que se venden a precios fijos muy por debajo de los precios de mercado.

- Las viviendas de arrendamiento con opción a compra, en las que se paga una cuota de alquiler (también más baja de lo habitual), y a los años se da la posibilidad de ejercer la compra pagando un precio previamente fijado al inicio del contrato y descontando la mitad de lo abonado en concepto de alquiler.